# خانه زرین‌زاده
خانه زرین زاده مربوط به دوره قاجار است و در مشهد، خیابان نواب صفوی، نواب صفوی ۱۱، پلاک ۶ واقع شده و این اثر در تاریخ ۱۱ مرداد ۱۳۸۴ با شمارهٔ ثبت ۱۲۳۸۷ به‌عنوان یکی از آثار ملی ایران به ثبت رسیده است.